# Super – Shut Up, Crime!
Super – Shut Up, Crime! ist eine US-amerikanische Action-Komödie aus dem Jahr 2010. Der Independentfilm von James Gunn zeigt mit viel schwarzem Humor die vermeintliche Superheldengeschichte eines Kochs und einer Comic-Verkäuferin.

## Handlung
Frank D’Arbo ist ein Außenseiter, dessen Leben durch Enttäuschungen, Erniedrigungen, Scham und fehlendes Selbstvertrauen geprägt ist. Er hatte bisher nur zwei perfekte Momente erlebt: Die Heirat mit der schönen Sarah und als er einem Polizisten half, einen Dieb zu verfolgen. Diese beiden Momente hat er auf kindliche Weise gemalt und an seine Wand gehängt. Sarah macht sich eher über die Bilder lustig und scheint auch generell wenig Interesse an ihrem Mann zu haben. Stattdessen verlässt sie ihn für den charismatischen Strip-Club-Besitzer Jacques. Da dieser nebenbei auch noch im Drogengeschäft ist, hat er leichtes Spiel mit der ehemaligen Drogensüchtigen.
Frank versucht sie zwar zurückzubekommen, doch es gelingt ihm nicht und er verfällt in Depressionen. Dabei hat er Visionen von einem christlichen Fernseh-Superhelden namens Der Heilige Rächer (im Original The Holy Avenger) sowie von Gott. Nachdem Frank in einer dieser Visionen von der Hand Gottes berührt wurde, hält er sich für auserwählt. So fängt er an, eine Superheldenidentität zu entwickeln, in der er sich selbst Der blutrote Blitz (im Original The Crimson Bolt) nennt. Nach einigen erfolglosen Versuchen die Kriminalität zu bekämpfen, fällt Frank auf, dass ihm eine Waffe fehlt. Also nimmt er die Hilfe der Comic-Verkäuferin Libby an und recherchiert nach Comics von Helden, die keine Superkräfte besitzen. Von diesen inspiriert nimmt er sich eine Rohrzange zur Hand, um damit Diebe, Drogendealer und Pädophile zu bekämpfen. Auch vor Leuten, die sich in einer Schlange vordrängeln, macht er keinen Halt. So kommt er schnell in Konflikt mit dem Gesetz. Bei dem Kampf gegen das Verbrechen dauert es nicht lange, bis sich Frank auf die Suche nach seiner Frau macht und versucht, sie zu retten. Doch dummerweise haben Jacques’ Männer bessere Waffen. Frank kann ihnen nur knapp und verwundet entkommen.
Libby ersucht er daraufhin um Schutz und Hilfe. Diese ist sofort von der Superheldenidee fasziniert und bettelt regelrecht darum, als dessen Assistentin (Sidekick) mit auf Verbrecherjagd gehen zu dürfen. Widerwillig stimmt Frank dem zu und nimmt sie mit, um das Böse zu bekämpfen. Doch während eines Vorfalls rastet Libby, die sich jetzt Blitzie (im Original Boltie) nennt, völlig aus und tötet beinahe einen Menschen. Frank ist dermaßen von Libbys Verwandlung schockiert, dass er beschließt, sie aus dem Team zu werfen. Er will sie gerade nach Hause bringen, als er beim Tanken von Jacques’ Männern entdeckt und verfolgt wird. Kurz bevor er erschossen werden kann, rast Libby mit dem Wagen heran und zertrümmert einem der Männer die Beine, während Frank die Waffe dem anderen Mann entwenden kann und ihn erschießt.
Beide beschließen nun, sich besser auszurüsten und Waffen zu entwickeln, die besser als eine Rohrzange sind und auch gegen Jacques’ Männer wirken. Sie absolvieren ein Schusstraining, kaufen sich unterschiedliche Utensilien und stellen neben Bomben auch funktionsfähige Schutzwesten her. Libby verliebt sich hierbei in Frank und nähert sich ihm. Da ihm jedoch die Ehe, selbst mit der untreuen Sarah, heilig ist, verweigert er sich ihr. Libby wird daraufhin drastischer und vergewaltigt ihn. Frank übergibt sich daraufhin und beschließt, sofort mit der Befreiung Sarahs zu beginnen.
Während eines Drogendeals zwischen Jacques und einem anderen Drogenbaron schleichen sich Frank und Libby auf das Anwesen von Jacques. Nachdem sie einige Männer ausgeschaltet haben, indem sie diese durch Messer und Bomben töten, werden sie bemerkt und von den Wachleuten beschossen. Franks Schussweste rettet ihn, doch Libby wird der halbe Kopf weggeschossen. So nimmt Frank Sprengkörper und sprengt einige Wachmänner weg. Wütend schnappt er sich deren Waffen und schießt sich bis ins Haus durch. Drinnen angekommen, kommt es zu einem Faustkampf zwischen der rechten Hand Jacques’ und Frank. Diesen gewinnt Frank, nachdem er den Kopf seines Gegners am Kamin mehrfach einschlägt. Nachdem alle, außer Jacques, Frank und Sarah getötet wurden, meint Jacques, dass Frank Sarah haben könne und wirft sie ihm an den Hals. Frank ist deshalb abgelenkt und wird von Jacques angeschossen. Doch er weiß sich zu wehren und sticht auf ihn ein.
Nachdem er Sarah gerettet hat, verbleibt sie noch einige Monate bei ihm. Sie verlässt ihn jedoch anschließend endgültig. Sie hat ihre Drogensucht in den Griff bekommen, ihren Abschluss gemacht und studiert. Dabei hat sie einen netten Mann kennengelernt, mit dem sie vier gemeinsame Kinder hat. Ab und zu verschickt sie selbst gemalte Bilder ihrer Kinder an Onkel Frank. Frank betrachtet am Ende des Films mit einem Kaninchen seine perfekten Momente an der Wand. Doch anstatt der zwei einzelnen Bilder ist Franks Wand nun voll mit Bildern seiner perfekten Momente. Der Film schließt mit einem Blick auf Frank, dem eine Träne über die Wange rollt.

## Kritik

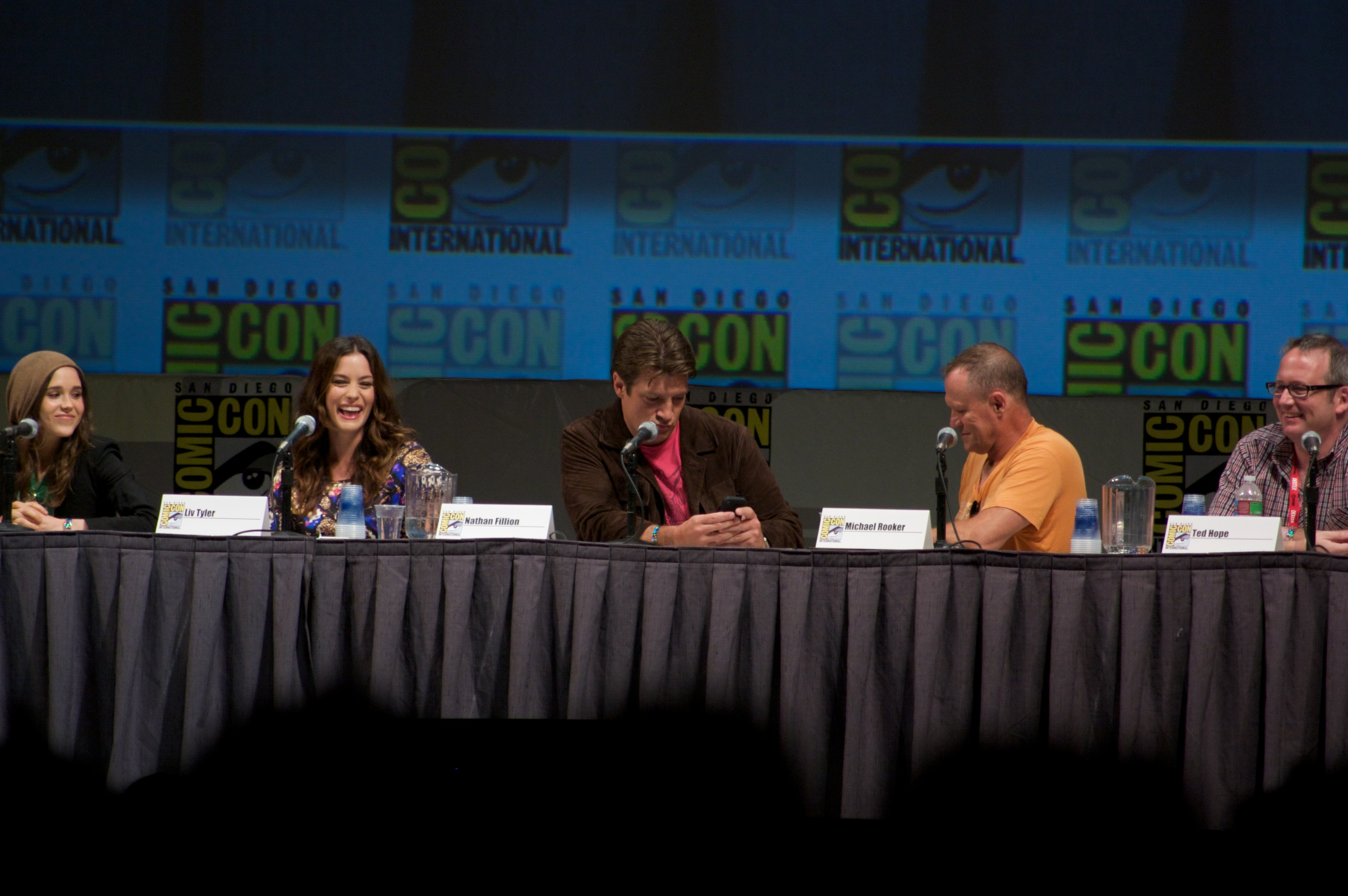
Pressekonferenz während der San Diego Comic-Con am 24. Juli 2010

Super erhielt von Filmkritikern gemischte Kritiken. Vom breiten Publikum wurde der Film etwas positiver aufgenommen. So zählte die Internetseite Rotten Tomatoes von 112 Filmrezensionen 47 %, die den Film positiv bewerteten, während von 18.600 Usern 56 % den Film positiv werteten, in der Internet Movie Database erhielt der Film von 32.676 Usern gar ein Rating von 6,8/10.
Stephen Holden von der New York Times meinte, dass der Film viel mit Kick-Ass gemein habe (The plot of „Super“ has a lot in common with „Kick-Ass,“ in which the title character, a high-school dweeb and his sidekick, Hit-Girl, wreak gory havoc) und Wilson seinen Charakter Frank als Rächer monströser Grandiosität spiele (avenger of monstrous grandiosity). Jedoch sei es verstörend, wie sich Page von einer hilfreichen Streberin in einen verrückten Drachen mit manischem Blutdurst verwandelt. Frank und Libby seien die neueste Film-Reinkarnation des archetypischen Liebespaares aus Natural Born Killers. (Even more disturbing is Ms. Page’s transformation from helpful eager beaver to demented vixen whose perky enthusiasm escalates into manical bloodlust. Together Frank and Libby become the newest screen incarnation of those archetypal cinematic lovebirds known as natural-born killers).
Michael Rechtshaffen meinte auf hollywoodreporter.com, dass Gunn alles auf satirisches Töten setzt, in einer „Keine Gefangenen“-Tonlage und in einer Art ultragewalttätigen RoboCop-Stil. (Filmmaker Gunn […] really goes in for the satirical kill here, with a take-no-prisoners tone -- and a generous amount of exaggerated „RoboCob-style“ ultra-violence -- that deserves to realize its cult calling.)
Ryan McNally von examiner.com meinte, dass der talentierte Cast im Film eher verloren wirke. Zwar habe Elliot Page die Möglichkeit, seinen Juno-Charakter böser zu gestalten und Kevin Bacon bekomme eine Tarantino-Szene, in der er sich beweisen dürfe, aber nichts davon bliebe nachhaltig im Gedächtnis. (The talented cast is largely lost in the proceedings. Page gets a chance to take her Juno persona and stretch into darker territory, but with less memorable results. Bacon runs with Gunn’s Tarantino-esque dialogue in a fabulous early scene in which he raves about Frank’s cooking, but as the movie progresses his screen time dwindles.)
In einer Vorschau auf den Film urteilte Beyondhollywood.com ebenfalls, dass der Film wie Kick-Ass, nur ohne das große Budget sei. Da Super aber bewusst 'daneben' (wrong) sei, dies aber der richtigen Zielgruppe durchaus gefallen dürfte. (James Gunn’s „Super“ is like Matthew Vaughn’s „Kick Ass“, minus the big budget and desperate need to be too cool for school. Gunn’s „Super“ is just so utterly wrong that if you even have the slightest bit of „wrongness“ in you, you should be lapping this film up. It’s also why the movie isn’t going to get much airplay, since it’s bound to be too disturbing for your average moviegoer. But in a good way. Or, er, wrong way.)

„Schräge Independent-Komödie, die an den Film "Kick-Ass" erinnert, bei allem Humor aber sehr viel bösere Töne anschlägt und in einigen Effekten recht drastisch ausfällt.“

## Ähnlichkeiten zwischenSuperundKick-Ass
Nachdem er den Film auf einer Comic-Convention in London gesehen hatte und von den Vorwürfen gehört hatte, dass Super Kick-Ass imitiere, gab Kick-Ass-Erfinder Mark Millar bekannt, dass er und Gunn bereits während der zeitgleichen Produktion beider Filme im E-Mail-Kontakt zueinander standen und selbst überrascht waren, dass sie nahezu zeitgleich einen ähnlichen Film produzierten. In Kick-Ass versucht ein pubertierender Comic-Fan, der keinerlei Superkräfte besitzt, Superheld zu werden.

## Veröffentlichung
Nachdem der Film am 10. September 2010 auf dem Toronto International Film Festival seine Weltpremiere feierte und er auf einigen Filmfesten gezeigt wurde, war der offizielle US-amerikanische Kinostart am 1. April 2011, er lief jedoch nur in sehr wenigen Kinos. Bei einem Budget von 2,5 Mio. US-Dollar wurden bisher 327,000 US-Dollar eingespielt (Stand: September 2012). Super hatte seinen ersten offiziellen Kinostart außerhalb der USA in Island am 10. Juni 2011. Am 1. August 2011 wurde der Film in Großbritannien und am 9. August 2011 in den USA auf DVD und Blu-ray veröffentlicht. In Deutschland wurde der Film am 27. Januar 2012 unter dem Titel „Super – Shut Up, Crime!“ als DVD und Blu-ray veröffentlicht.